# Reggenza di Aceh Besar
La reggenza di Aceh Besar è una reggenza (kabupaten) dell'Indonesia situata nel territorio di Aceh.
Essa si trova nella punta nord-occidentale dell'isola di Sumatra e circonda il capoluogo di provincia Banda Aceh. Il capoluogo della reggenza è invece Jantho.
La reggenza è suddivisa in 23 distretti (kecamatan) e 618 villaggi (gampong).